# سربو
قرية سربو هي إحدى القرى التابعة لمركز سمسطا في محافظة بني سويف في جمهورية مصر العربية. حسب إحصاءات سنة 2006، بلغ إجمالي السكان في سربو 4346 نسمة، منهم 2128 رجل و2218 امرأة.